# Óscar Valdez (labdarúgó)
Rubén Óscar Valdez Ferrero (Buenos Aires, 1946. június 25. – Valencia, 2025. február 16.) spanyol válogatott argentin labdarúgó, csatár, edző.

## Pályafutása

### Klubcsapatban
1967–68-ban az Almirante Brown, 1969–70-ben a Platense, 1971 és 1978 között a spanyol Valencia, 1979-ben a Castellón labdarúgója volt. 1979-ben a Kimberley csapatában fejezte be az aktív játékot. A Valenciával egy spanyol bajnoki címet szerzett.

### A válogatottban
1972 és 1974 között kilenc alkalommal szerepelt a spanyol válogatottban és öt gólt szerzett.

### Edzőként
1984–85-ben a Mestalla, 1985–86-ban a Valencia, 1986–87-ben a Gandía, 1988–89-ben a Poli Almería vezetőedzőjeként tevékenykedett. 1990-ben a paraguayi válogatott szövetségi kapitánya volt. 1992–93-ban a Valencia B-csapatánál dolgozott.

## Sikerei, díjai
Valencia
- Spanyol bajnokság
  - bajnok: 1970–71

## Statisztika

### Mérkőzései a spanyol válogatottban
| Spanyolország | Spanyolország      | Spanyolország                      | Spanyolország | Spanyolország | Spanyolország | Spanyolország | Spanyolország | Spanyolország |
| #             | Dátum              | Helyszín                           | Hazai         | Eredmény      | Vendég        | Kiírás        | Gólok         | Esemény       |
| ------------- | ------------------ | ---------------------------------- | ------------- | ------------- | ------------- | ------------- | ------------- | ------------- |
| 1.            | 1972. május 23.    | Madrid, Vicente Calderón Stadion   | Spanyolország | 2 – 0         | Uruguay       | barátságos    | 1             | 8'            |
| 2.            | 1972. október 11.  | Madrid, Santiago Bernabéu stadion  | Spanyolország | 1 – 0         | Argentína     | barátságos    | -             |               |
| 3.            | 1972. október 19.  | Las Palmas, Estadio Insular        | Spanyolország | 2 – 2         | Jugoszlávia   | vb-selejtező  | -             |               |
| 4.            | 1973. január 17.   | Athén, Leofóru Alexándrasz Stadion | Görögország   | 2 – 3         | Spanyolország | vb-selejtező  | 2             | 40' 86'       |
| 5.            | 1973. február 21.  | Málaga, Estadio La Rosaleda        | Spanyolország | 3 – 1         | Görögország   | vb-selejtező  | -             |               |
| 6.            | 1973. május 2.     | Amszterdam, Olimpiai Stadion       | Hollandia     | 3 – 2         | Spanyolország | barátságos    | 2             | 19' 48'       |
| 7.            | 1973. október 21.  | Zágráb, Maksimir Stadion           | Jugoszlávia   | 0 – 0         | Spanyolország | vb-selejtező  | -             |               |
| 8.            | 1973. november 24. | Stuttgart, Neckarstadion           | NSZK          | 2 – 1         | Spanyolország | barátságos    | -             |               |
| 9.            | 1974. február 13.  | Frankfurt, Waldstadion (FRG)       | Spanyolország | 0 – 1         | Jugoszlávia   | vb-selejtező  | -             |               |
|               | Összesen           |                                    |               | 9             | mérkőzés      |               | 5             | gól           |